# 异花兔儿风
异花兔儿风（学名：Ainsliaea heterantha）为菊科兔儿风属的植物，为中国的特有植物。分布于中国大陆的云南、西藏等地，生长于海拔1,900米至2,800米的地区，常生于水沟、林缘或杂木林下，目前尚未由人工引种栽培。